# Coryphantha georgii
Coryphantha georgii är en kaktusväxtart som beskrevs av Boed.. Coryphantha georgii ingår i släktet Coryphantha, och familjen kaktusväxter. Inga underarter finns listade i Catalogue of Life.